# Araneus kalaharensis
Araneus kalaharensis este o specie de păianjeni din genul Araneus, familia Araneidae, descrisă de Simon, 1910. Conform Catalogue of Life specia Araneus kalaharensis nu are subspecii cunoscute.